# Desmatodon atro-virens
Desmatodon atro-virens là một loài rêu trong họ Pottiaceae. Loài này được (Sm.) Jur. mô tả khoa học đầu tiên năm 1882.